# ワルシャワでの跪き
| ヴィリー・ブラント広場にあるモニュメントとそのレリーフの拡大写真 |  | ヴィリー・ブラント広場にあるモニュメントとそのレリーフの拡大写真 |
| ヴィリー・ブラント広場にあるモニュメントとそのレリーフの拡大写真 |  |                                                                  |

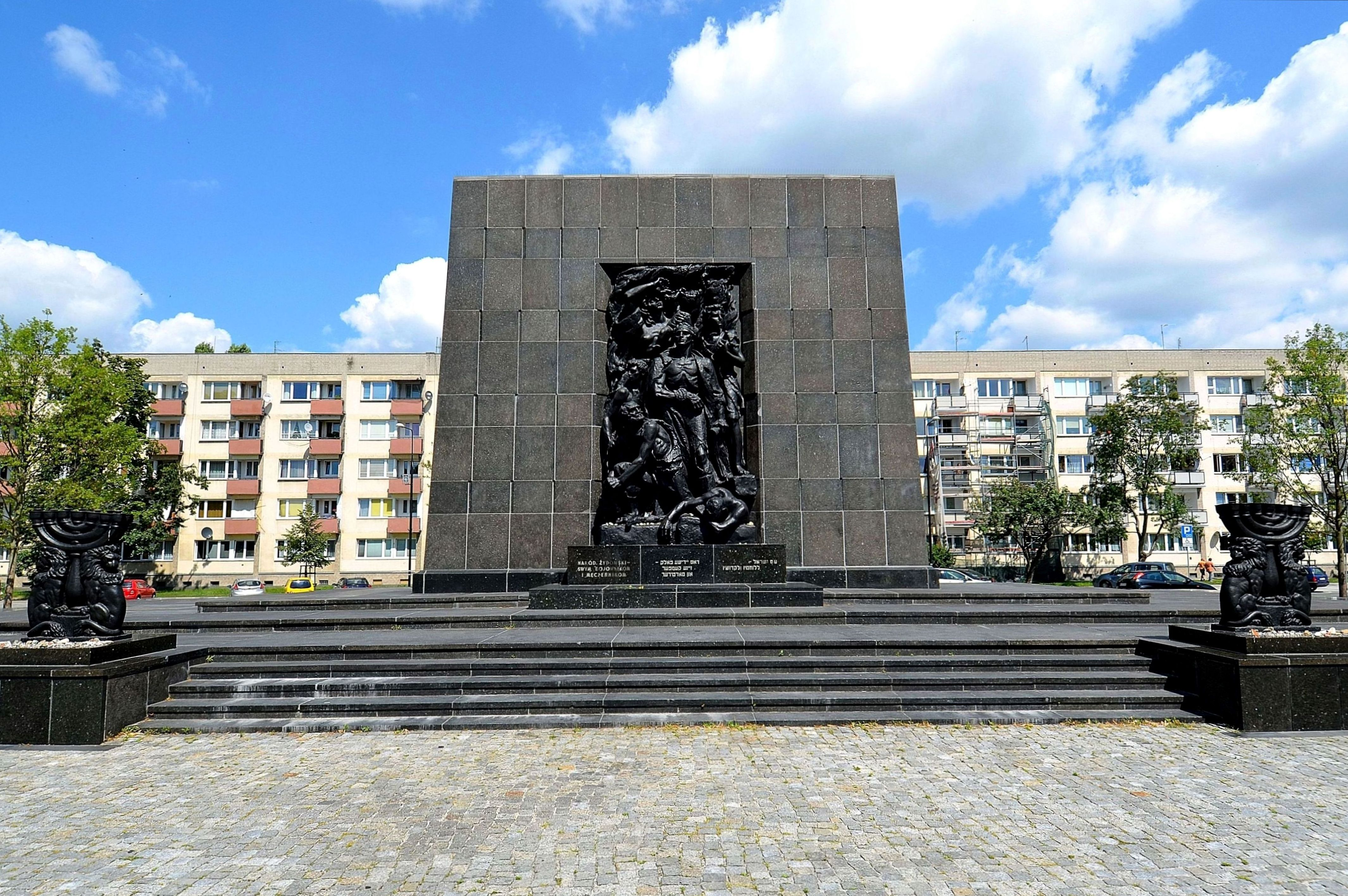
ゲットー英雄記念碑

ワルシャワでの跪き（ワルシャワでのひざまずき）は、1970年12月7日、ポーランド人民共和国の首都ワルシャワを訪れたドイツ連邦共和国首相のヴィリー・ブラントが、1943年に起きたワルシャワ・ゲットー蜂起を記念するゲットー英雄記念碑（英語: Monument to the Ghetto Heroes）の前で両膝をついて跪き、両手を組んで黙祷した出来事である。
しかし、西ドイツ国内ではブラントの行為が「ドイツ固有の領土をひざまずいて差し出した」かのようにみなされたため、「身売り外交」との批難がおこった。このためブラントは帰国後、旧東部ドイツ領からのドイツ人追放について「戦後のドイツ人の旧東部ドイツ領からの追放という不正はいかなる理由があろうと正当化されることはありません」と言明した。